# Prefettura di Altay
La prefettura di Altay (in cinese: 阿勒泰地区, pinyin: Ālètài Dìqū; in uiguro: ئالتاي ۋىلايىتى, Altay Vilayiti) è una prefettura della provincia dello Xinjiang, in Cina. Dipende amministrativamente dalla prefettura subprovinciale di Ili.

## Suddivisioni amministrative
- Altay
- Contea di Qinggil
- Contea di Jeminay
- Contea di Fuyun
- Contea di Burqin
- Contea di Fuhai
- Contea di Habahe